# (311231) Anuradhapura
(311231) Anuradhapura est un astéroïde de la ceinture principale.

## Description
(311231) Anuradhapura est un astéroïde de la ceinture principale. Il fut découvert le 16 janvier 2005 à Kitt Peak par le projet Spacewatch. Il présente une orbite caractérisée par un demi-grand axe de 2,33 UA, une excentricité de 0,10 et une inclinaison de 3,5° par rapport à l'écliptique.

## Compléments